# Никоново (Гомельская область)
Никоново (бел. Ніканава) (до 12 июля 1965 года Рыловичи) — деревня в Озаричском сельсовете Калинковичского района Гомельской области Белоруссии.
Названа в память Героя Советского Союза А. Г. Никонова.
Поблизости расположено месторождение железняка.

## География

### Расположение
В 42 км на север от Калинкович, 16 км от железнодорожной станции Холодники (на линии Жлобин — Калинковичи), 158 км от Гомеля.

### Гидрография
На востоке мелиоративные каналы и река Ипа (приток реки Припять).

## Транспортная сеть
Транспортные связи по просёлочной, затем автомобильной дороге Калинковичи — Бобруйск. Планировка состоит из прямолинейной, близкой к меридиональной улицы, к которой с запада и востока присоединяются 2 короткие прямолинейные улицы. Застройка преимущественно неплотная, деревянная усадебного типа.

## История
По письменным источникам известна с XVI века как деревня в Мозырском повете Минского воеводства Великого княжества Литовского. В 1522 году князь Фёдор Иванович даровал деревню И. Полозовичу. После 2-го раздела Речи Посполитой (1793 год) в составе Российской империи. Согласно переписи 1897 года действовали хлебозапасный магазин, церковно-приходская школа, трактир. В 1908 году в Озаричской волости Бобруйского уезда Минской губернии.
В 1921 году открыта школа. В 1930 году организован колхоз «Звезда», работали ветряная мельница, кузница. Во время Великой Отечественной войны 28 июня 1944 года освобождена от немецкой оккупации 10-й гвардейской кавалерийской дивизией. 66 жителей погибли на фронте и в партизанской борьбе. Согласно переписи 1959 года в составе совхоза «Озаричи» (центр — деревня Озаричи).

## Население
- 1795 год — 22 двора.
- 1897 год — 33 двора, 330 жителей (согласно переписи).
- 1908 год — 66 дворов, 404 жителя.
- 1917 год — 475 жителей.
- 1923 год — 78 дворов.
- 1959 год — 348 жителей (согласно переписи).
- 2004 год — 32 хозяйства, 56 жителей.